# 洞石拱门站
洞石拱門站（義大利語：Arco di Travertino）是羅馬地鐵A線的一個車站，得名于附近的洞石拱门区。洞石拱門站位於羅馬9區，其兩側的車站是阿尔班丘陵站和富尔巴门-夸德拉罗站。